# Лю Юцяо
Лю Юцяо (кит.: 刘友樵, 1922—2011) — китайський ентомолог, лепідоптеролог. Автор описання багатьох таксонів лускокрилих комах, зокрема описав 171 вид. Співробітник Інституту зоології Китайської академії наук. Керуючий директор Китайського ентомологічного товариства. Тісно співпрацював з японськими, корейськими та європейськими науковцями.